# 디아블로 II
디아블로 II(Diablo II)는 블리자드 노스에서 개발하고 블리자드 엔터테인먼트가 마이크로소프트 윈도우와 맥 OS로 출시한 액션 롤플레잉 핵 앤 슬래시 게임이다. 게임은 다크 판타지와 공포를 주제로 하며, 데이비드 브레비크, 에리히 셰퍼, 그리고 막스 셰퍼의 감독 하에 설계 및 디자인되었다. 이 게임의 프로듀서는 매튜 하우스홀더와 빌 로퍼이다.
전작 '디아블로'(1996) 를 잇는 게임으로, 디아블로 II는 2000년에 최고로 흥행한 게임 중 하나였다. 디아블로 II의 성공 요인으로는 큰 호응을 받은 전작의 다크 판타지 느낌을 이어받았고, 배틀넷을 통해 무료로 접속이 가능한 데 있었다. 디아블로 II의 확장팩 디아블로 II: 파괴의 군주가 2001년에 발매되었다. 후속작 디아블로 III는 2008년에 공개되어 2012년 5월 15일에 발매되었다.

## 평가
| 통합 점수         | 통합 점수 |
| 통합사            | 점수      |
| ----------------- | --------- |
| 게임랭킹스        | 89%       |
| 메타크리틱        | 88/100    |
| 평론 점수         |           |
| 평론사            | 점수      |
| 게임스팟          | 8.5/10.0  |
| 게임스파이        | 86/100    |
| IGN               | 8.3/10.0  |
| 넥스트 제네레이션 | [ 11 ]    |

| 수상                           | 수상                                           |
| 평론사                         | 수상                                           |
| ------------------------------ | ---------------------------------------------- |
| Guinness Book of World Records | Fastest Selling Computer Game Ever Sold (2000) |
| Interactive Achievement Awards | Computer Game of the Year (2001)               |
| Interactive Achievement Awards | Computer Role Playing Game of the Year (2001)  |
| Interactive Achievement Awards | Game of the Year (2001)                        |
| PC Gamer                       | #16 "50 Best Games of All Time" (2005)         |
| PC Gamer                       | #82 "Top 100 Games" (2007)                     |
| Computer and Video Games       | #25 "The 101 Best PC Games Ever" (2005)        |
| GamePro                        | #11 "The 32 Best PC Games" (2008)              |
| Destructoid                    | #7 "Top Video Games of the Decade" (2009)      |
| IGN                            | #6 "Top 10 RPGs of All Time" (2012)            |